# Cleo (cantante)
Joanna Krystyna Klepko (Szczecin, Polonia, 25 de junio de 1983), conocida por su nombre artístico Cleo, es una cantante polaca. Cleo representó, junto con Donatan, a Polonia en el Festival de Eurovisión 2014 en Copenhague con la canción "My Słowianie".

## Biografía
Joanna Klepko nació el 25 de junio de 1983 en Varsovia, capital de la Polonia, y se licenció en la Universidad de Ciencias de la Vida de Varsovia.

## Carrera profesional
Cleo cantó en un coro de gospel la canción "Soul Connection" y fue la ganadora de la primera temporada del concurso polaco Studio Garaż, en la categoría de rhythm and blues. Ha trabajado, entre otros, con Pezet, Onar, Pih, Ramona 23, WSRH, Wet Fingers y Endefis.
En 2011 participó en la primera temporada de la versión polaca de X Factor y desde 2013 ha trabajado con Donatan.
El 25 de febrero de 2014, se anunció por TVP, en el programa de entrevistas Świat się kręci, que Cleo junto con Donatan representaría a Polonia en el Festival de Eurovisión 2014 en Copenhague, con su canción "My Słowianie". Terminaron 14.º en la final y consiguieron 62 puntos.

## Discografía

### Sencillos
| Año                                            | Título                                    | Puestos en las listas | Puestos en las listas | Álbum            |
| Año                                            | Título                                    | POL                   | POL New               | Álbum            |
| ---------------------------------------------- | ----------------------------------------- | --------------------- | --------------------- | ---------------- |
| 2013                                           | "My Słowianie" (con Donatan)              | 2                     | 2                     | Hiper Chimera    |
| 2014                                           | "Cicha woda" (con Donatan y Sitek)        | 11                    | 1                     | Hiper Chimera    |
| 2014                                           | "Slavic Girls" (con Donatan)              | —                     | —                     | non-album single |
| 2014                                           | "Slavica" (con Donatan)                   | —                     | —                     | Hiper Chimera    |
| 2014                                           | "My Słowianie Remixes" (con Donatan)      | —                     | —                     | non-album single |
| 2014                                           | "Slavic Girls Remixes" (con Donatan)      | —                     | —                     | non-album single |
| 2014                                           | "Ten czas" (con Donatan y Kamil Bednarek) | —                     | —                     | Hiper Chimera    |
| 2014                                           | "Brać" (con Donatan y Enej)               | —                     | 1                     | Hiper Chimera    |
| 2014                                           | "Sztorm"                                  | —                     | 1                     | Hiper Chimera    |
| "—" significa que no entró en lista de éxitos. |                                           |                       |                       |                  |